# Besetzung der US-amerikanischen Botschaft in Jakarta 1994
Am 12. November 1994 kam es zu einer Besetzung der US-amerikanischen Botschaft in Jakarta. Osttimoresische Demonstranten wollten damit auf die Situation ihrer von Indonesien seit 1975 besetzten Heimat aufmerksam machen.

## Hintergrund
Indonesien hatte 1975 die Kolonie Portugiesisch-Timor besetzt und 1976 als Provinz Timor Timur annektiert. Man hatte sich auf ein angebliches Hilfegesuch, eine instabile Lage nach dem Abzug der portugiesischen Administration und die Gefahr eines kommunistischen Regimes unter Führung der linksorientierten FRETILIN berufen. Die FRETILIN hatte angesichts der beginnenden Invasion am 28. November 1975 einseitig die Unabhängigkeit von Portugal ausgerufen. Am 7. Dezember griff Indonesien offen mit seinen Streitkräften die Hauptstadt Dili an. Seitdem tobte ein Guerillakrieg. International wurde die Annexion Osttimors nicht anerkannt. Es galt weiterhin als „abhängiges Territorium unter portugiesischer Verwaltung“.
1989 erregte der Besuch von Papst Johannes Paul II. in Osttimor die Aufmerksamkeit der Weltgemeinschaft. Jugendliche nutzten ihn für eine Demonstration für die Unabhängigkeit. Am 12. November 1991 kamen beim Santa-Cruz-Massaker mindestens 271 Menschen ums Leben. Der britische Reporter Max Stahl hatte die Schüsse des indonesischen Militärs auf unbewaffnete Demonstranten in Dili gefilmt und den Film in den Westen geschmuggelt. Weltweit entstanden Solidaritätsbewegungen für Osttimor. Das Datum des Massakers nahmen sich die Demonstranten 1994 als Anlass für ihre Protestaktion. Zeitgleich fand das APEC-Gipfeltreffen mit 18 Staats- und Regierungschefs im indonesischen Bogor statt. Am selben Tag traf auch US-Präsident Bill Clinton in Jakarta für die Konferenz ein.

## Frühere Botschaftsbesetzungen durch Osttimoresen
Bereits 1993 waren sieben Osttimoresen in die Botschaften Finnlands und Schwedens in Indonesiens Hauptstadt Jakarta eingedrungen. Mit der Hilfe ausländischer Aktivisten hatten sie sich zuvor über die dortigen Gegebenheiten informiert und man plante, so lange wie möglich zu bleiben. Finnische und schwedische Medien und Menschenrechtler wurden auf das Ereignis vorbereitet. Allerdings waren die sieben Studenten trotz intensiver Vorbereitung mit dem Druck in dieser Situation überfordert. Das Botschaftspersonal war auch nicht sehr freundlich und drängte aus Angst um die Beziehungen mit Indonesien auf ein baldiges Gehen. Drohungen der indonesischen Polizei und Zusagen des Außenministeriums, dass sie ausreisen dürften, brachte die Protestler dazu, schnell aufzugeben. Die Besetzer der finnischen Botschaft kamen bereits nach einem Tag aus der Botschaft, diejenigen aus der schwedischen nach zehn Tagen. Nach erheblichen Schikanen durch die indonesischen Behörden reisten die ehemaligen Botschaftsbesetzer einige Monate später nach Portugal aus. Großes Aufsehen und Publicity gab es nicht mehr. Entsprechend sorgfältiger wurde die Aktion 1994 geplant und die Aktivisten entsprechend geschult.

## Geschehen
Am 12. November 1994 fuhren 78 osttimoresische Jugendliche in Jakarta mit Taxis zur Botschaft der Vereinigten Staaten. 29 von ihnen gelang es trotz der Sicherheitsvorkehrungen, den 2,6 Meter hohen Zaun zu überwinden und auf das Botschaftsgelände zu kommen. Auf dem Parkplatz begannen die Demonstranten die Parole „Free East Timor“ zu rufen und entrollten ein Banner mit der entsprechenden Aufschrift. Die anderen 49 wurden von indonesischen Sicherheitskräften verhaftet. Die Botschaft wurde von Polizisten der Mobilen Polizeibrigade (Brimob) umstellt.
Wird die Besetzung vom Historiker Clinton Fernandes und vom Chega!-Report der Empfangs-, Wahrheits- und Versöhnungskommission von Osttimor (CAVR) als gut geplante Aktion dargestellt, erklärte der Besetzer und Sprecher der RENETIL Domingos Alves 1995 allerdings in einem Interview, dass die Besetzung nicht geplant worden sei. Vielmehr sei man vor der heranrückenden Polizei geflohen. Diese „Plan B-Version“, die nur wenigen RENETIL-Führern unter den Demonstranten bekannt gewesen sein soll, wird auch von einem anderen Historiker angegeben.
Die nun geschaffene Aufmerksamkeit der Weltmedien wurde durchgehend genutzt. Domingos Alves hielt zehn Tage lang dreimal täglich Erklärungen für die Presse ab, mit der Forderung nach einem Treffen mit US-Präsident Clinton und einem Freien Osttimor. Auch die Freilassung von Unabhängigkeitsführer Xanana Gusmão wurde verlangt. Die Botschaftsbesetzer zeigten diesmal eine bessere Disziplin und schlugen so mehrere Angebote für freies Geleit und Asyl aus, um den Protest so lange wie möglich auszudehnen. Erst nach zwölf Tagen und dem sinkenden Interesse der Medien nach dem Ende des APEC-Gipfels waren die Botschaftsbesetzer bereit, die Aktion zu beenden. US-Außenminister Warren Christopher hatte seine Sympathie mit den Demonstranten erklärt, sodass der indonesische Präsidenten Suharto sich gezwungen sah, Bill Clinton im Gespräch zu garantieren, dass den Protestierenden nichts passiert. Sie wurden mit neuer Kleidung versorgt und vom Roten Kreuz zum Flughafen gebracht, von wo sie ins Asyl nach Portugal ausgeflogen wurden. Nach ihrer Ankunft in Lissabon am 25. November weigerten sich die Aktivisten zunächst, mit der Presse zu reden, und verwiesen auf eine Pressekonferenz, die dann von José Ramos-Horta geführt wurde, dem Chefdiplomaten der osttimoresischen Unabhängigkeitsbewegung.

## Folgen
Die Botschaftsbesetzung fand Beachtung in den internationalen Medien und verdrängte die Erfolge Suhartos auf dem APEC-Gipfel aus dem Fokus der Berichterstattung. Osttimor war erneut auf der Agenda der Weltöffentlichkeit. Das Europaparlament verabschiedete eine ungewöhnlich scharfe Resolution, in der es die andauernde Besetzung Osttimors und die damit einhergehenden Menschenrechtsverletzungen durch das indonesische Militär und die Geheimdienste verurteilte. Ebenfalls wurde in der Resolution die Unterdrückung in Aceh und Westneuguinea verurteilt. Man bedauere, dass die Mitgliedstaaten Großbritannien und Deutschland Indonesien Waffen verkaufen, und forderte alle Mitglieder der Europäischen Union auf, sämtliche Militär- und Waffenhilfe sowie die wirtschaftliche Zusammenarbeit mit Indonesien einzustellen, solange die Besetzung Osttimors andauere.
In Dili war es infolge der Besetzung der Botschaft zu Unruhen gekommen, bei denen ein Mensch starb. 500 Studenten versammelten sich zum friedlichen Protest an der Universität in Dili.
Am 19. November 1995 folgten in Jakarta Besetzungen der britischen, der niederländischen, der französischen und der japanischen Botschaften zum APEC-Gipfel in Osaka und am 7. Dezember zum Jahrestag der indonesischen Invasion, der russischen und erneut der niederländischen Botschaft mit 112 Demonstranten. Neben Osttimoresen der AST und der Studentenorganisationen RENETIL und IMPETTU schlossen sich auch indonesische Pro-Demokratie-Aktivisten den Protesten an. 1996 wurden die australische, die neuseeländische, die polnische und wieder die französische Botschaft besetzt und im März 1997 die Botschaft von Österreich. Alle Besetzungen verliefen gewaltlos.
Zu den Besetzern der US-amerikanischen Botschaft gehörte auch Arsénio Bano, der im seit 2002 unabhängigen Osttimor unter anderem Sozialminister wurde. Domingos Alves wurde osttimoresischer Botschafter in Japan und den Vereinigten Staaten.
Im Archiv & Museum des timoresischen Widerstands befindet sich eine überlebensgroße Kunstinstallation, die an den „Sturm“ auf die Botschaft erinnert. Eine Tafel vermerkt dort lediglich: „Jugendliche aus Osttimor stürmen die US-Botschaft in Jakarta und fordern die Freilassung der timoresischen Gefangenen.“